# 背景 (物語)
背景（はいけい）、バックグラウンド、裏話（うらばなし、backstory、background story、back-story、background）とは、あるプロットのために創作された一連の出来事で、そのプロットに先行し、それにつながるものとして提示される。
これは、メインとなる物語よりも時系列的にすべて以前の物語史という体裁をとる物語創作のテクニックである。

## 解説
演技の世界においては、「背景」はドラマが始まる前のキャラクターの生い立ちや経歴であり、俳優自身がリハーサルや練習などの準備期間中に台本からの情報をもとにして練り上げられる。
そして、物語が始まる時点で存在する状況の根底にある、登場人物や物語そのものなどの歴史でもある。たとえ純粋な歴史作品であっても、（必要な歴史だけを）選択的に「背景」として観客や聴衆、読者には明かされる。

## 使い方
物語創作のテクニックとして、「背景」はしばしば本編に深みや信憑性を持たせるために利用される。また、アリストテレスは『詩学』の中で、ドラマチックな啓示を与えることの有用性を認めている。
「背景」は通常、メインとなる物語の展開に合わせて、部分的または全体的に、時系列的またはその他の方法で明らかにされる。ただし、ストーリークリエイターは、「背景」の一部や、「背景」そのものだけが使うさらに巨大な「背景」全体を作成することもできる。
「背景」は、フラッシュバック、対話、直接的なナレーション、要約、回想、説明など、さまざまな手段で明らかにされることがある。スター・ウォーズシリーズの記念すべき第一作目である映画『スター・ウォーズ エピソード4/新たなる希望』とそれに続く2本の続編は、あらかじめ物語の「背景」が設定された作品の例であり、後に「前日譚」として新三部作が公開された。

## 回想
回想とは、登場人物が何かを思い浮かべたり、あるいは思い出したりするフィクションの書き方である。登場人物の記憶は、物語の序盤や冒頭以前の情報を呼び起こすことができるため、「背景」を伝える役割を担うことができる。回想は、フィクションの書き方として広く認知されているわけではないが、フィクションの作家はよく回想を用いている。
例えば、オーソン・スコット・カードは、「もし、そのキャラクターがいつでも思い出すことができる記憶であるならば、重要な決定をする、まさにその時にその記憶について考えさせる（回想する）ことは、ありえないような偶然の一致に見えるかもしれない......」と述べている。さらに、「もしその記憶が現在の決断を促すのであれば、今度はその記憶が最近の出来事によって促されたに違いない」とも述べている。

## シェアード・ユニバース
シェアード・ユニバースでは、複数の作者が同じ「背景」（設定）を構築することができる。ただし、本編と矛盾する設定を後から創作する場合は、「後付け設定」と呼ばれる調整手法が必要になる場合がある。

## 演技
俳優は、台本に書かれているわずかな情報だけでなく、演技をするうえで登場人物の「背景」を独自に創作することがある。そのため、詳細な情報を提供することは、俳優が台本から人物像などを解釈し、完全な想像上のキャラクターを創り出すのに役立つことになる。